# Bataliony dowodzenia
Batalion dowodzenia (bdow) – pododdział dowodzenia różnych rodzajów sił zbrojnych; jest przeznaczony do rozwinięcia i zabezpieczenia funkcjonowania stanowiska dowodzenia, jego osłony, ochrony i obrony, a także zapewnienia jego sprawnego przemieszczania.

## Batalion dowodzenia SZ RP
Batalion dowodzenia  jest pododdziałem przeznaczonym do rozwinięcia i zabezpieczenia funkcjonowania stanowiska dowodzenia, jego osłony, ochrony i obrony, a także zapewnienia jego sprawnego przemieszczania. Batalion dowodzenia tworzy stanowisko dowodzenia, zapasowe stanowisko dowodzenia  oraz doraźnie rozwija elementy dowodzenia takie jak wysunięte stanowisko dowodzenia lub punkt dowódczo-obserwacyjny.

### Struktura i wyposażenie w 2017
- dowództwo batalionu[2][a]
- grupa dowódcy batalionu
  - pion ochrony informacji niejawnych
  - pomocnik ds. podoficerów
  - sekcja wychowawcza
  - referent ds. finansowych
  - inspektor BHP
- sztab batalionu

- - sekcja S–1
  - sekcja S–3
  - sekcja S–4
  - sekcja wsparcia bojowego

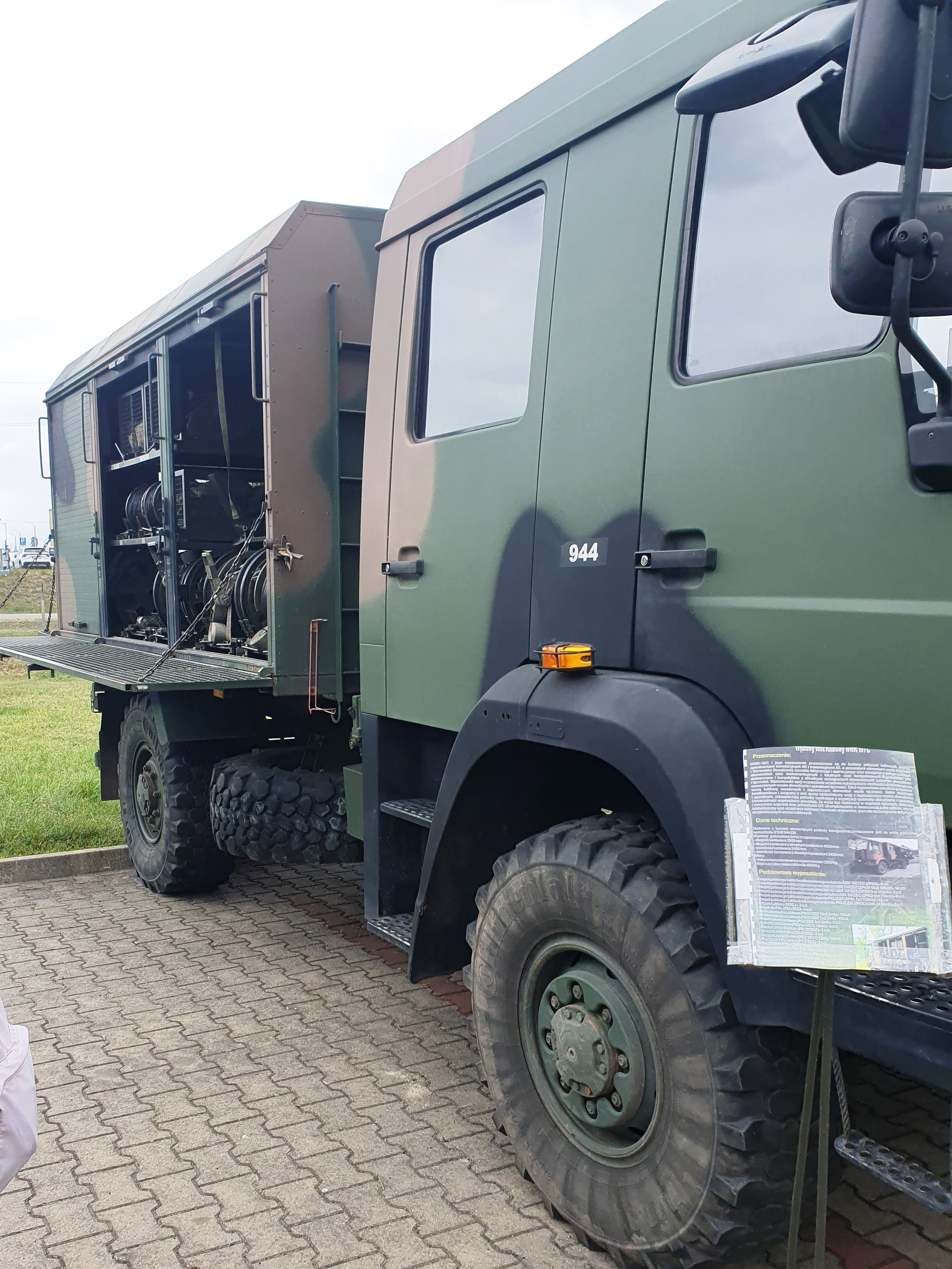
Wóz kablowy WWK-10C - wóz kablowy bdow

  - zespół wsparcia teleinformatycznego

pododdziały
- dwie kompanie dowodzenia[3]
  - drużyna zabezpieczenia
  - pluton radiowy[b]
  - pluton łączności[c]
  - pluton ochrony i regulacji ruchu[d]
  - wojskowa stacja pocztowa[e]
- kompania logistyczna[4]
  - drużyna zabezpieczenia
  - pluton zaopatrzenia
  - pluton remontowy

| Wyszczególnienie                     | kdow | klog | plchem | ZZM | bdow |
| ------------------------------------ | ---- | ---- | ------ | --- | ---- |
| żołnierze                            |      |      |        |     |      |
| wóz dowodzenia                       | 3    | 1    |        |     | 4    |
| aparatownia RWŁC-10/T                | 1    |      |        |     | 1    |
| polowy węzeł informatyczny           | 1    |      |        |     | 1    |
| terminal satelitarny                 | 1    |      |        |     | 1    |
| aparatownia „Jaśmin”                 | 1    |      |        |     | 1    |
| autobus sztabowy                     | 4    |      |        |     | 4    |
| wóz kablowy WWK10C                   | 2    |      |        |     | 2    |
| radiostacja średniej mocy R-140      | 1    |      |        |     |      |
| samochód c-t                         | 2    | 18   | 3      |     |      |
| samochód o-t                         | 6    | 1    | 1      |     |      |
| aparatownia obliczeniowo-analityczna |      |      | 1      |     | 1    |
| BRDM-2rs                             |      |      | 3      |     | 3    |
| IRS 2M / IRS 2C                      |      |      | 4      |     | 4    |
| zestaw do likwidacji skażeń          |      |      | 1      |     | 1    |
| system ochrony zbiorowej „Ozyrys”    |      |      | 1      |     | 1    |
| Samochód sanitarny                   |      |      |        | 2   | 2    |
| cysterna na wodę                     |      | 2    |        |     | 2    |
| cysterna paliwowa                    |      | 4    |        |     | 2    |
| kuchnia polowa                       |      | 4    |        |     |      |
| warsztat obsługi pojazdów WOP        |      | 1    |        |     | 1    |
| warsztat elektromechaniczny RWEM     |      | 1    |        |     | 1    |

### Struktura i wyposażenie w 1999
- dowództwo batalionu[5][a]
- sztab batalionu
- kompania łączności
- kompania ochrony i regulacji ruchu
- kompania logistyczna

### Struktura i wyposażenie batalionu łączności w 1986
W 1986 zasadnicze funkcje dzisiejszego (2025) batalionu dowodzenia na szczeblu dywizji spełniał batalion łączności.
- dowództwo (5)
- sztab (6)
- sekcja techniczna (11)
- stacja szyfrowa (4)
- kompania radiowa (64)
  - pluton wozów dowodzenia (23)
  - pluton radiowy (18)
    - 4 drużyny radiostacji średniej mocy

  - pluton radiowy (19)				
    - drużyna radiostacji UKF
    - drużyna odbiorników radiowych

- kompania telefoniczno-telegraficzna (82)	
  - pluton transmisji informacji (18)
    - 2 drużyny ATFTI (dwie aparatownie telefonicznych transmisji informacji)
    - 2 drużyny ATgS (dwie aparatownie telegrafii specjalnej)

  - pluton radioliniowo-kablowy (36)
    - 2 drużyny stacji (dwie stacje radioliniowe R-405z)
    - 3 drużyny kablowe

  - pluton łączności wewnętrznej i zasilania (24)
    - drużyna zasilania (dwie stacje zasilania SZ-4)
    - 2 drużyny kablowe

- pluton łączności kwatermistrzowskiego stanowiska dowodzenia (28)					
  - 2 drużyny radiowe
  - drużyna RWŁ-1M)
  - drużyna radiotelegraficzna

- Wojskowa Stacja Pocztowa (21)
  - ekspedycja poczty tajnej (2)
  - ekspedycja poczty jawnej (2)
  - punkt wymiany poczty (3)
  - drużyna kursów pocztowych (13)

- pluton remontowy (20)
- pluton zaopatrzenia (24)
- pluton medyczny (5)

| Wyszczególnienie         | kradio | ktfn-tlgraf | pł KSD | WPP | plrem | plzaop | plmed | w bł |
| ------------------------ | ------ | ----------- | ------ | --- | ----- | ------ | ----- | ---- |
| żołnierze                | 64     | 82          | 28     | 21  | 20    | 24     | 5     | 270  |
| wóz dowodzenia R-3z      | 2      |             |        |     |       |        |       | 2    |
| wóz dowodzenia R-3       | 3      |             |        |     |       |        |       | 3    |
| wóz dowodzenia R-4       | 1      |             |        |     |       |        |       | 1    |
| radiostacja R-140        | 1      |             |        |     |       |        |       | 1    |
| radiostacja R-137        | 1      |             |        |     |       |        |       | 1    |
| radiostacja R-118K       | 2      |             | 2      |     |       |        |       | 4    |
| aparatownia ATFTI        |        | 2           |        |     |       |        |       | 2    |
| aparatownia ATgS         |        | 2           |        |     |       |        |       | 2    |
| radioliniowe R-405z      |        | 2           |        |     |       |        |       | 2    |
| stacja zasilania SZ-4    |        | 2           |        |     |       |        |       | 2    |
| ekspedycja telegraficzna |        | 2           |        |     |       |        |       | 2    |
| rdst RD-115z             |        |             | 1      |     |       |        |       | 1    |
| radiostacja R-105        |        |             |        | 8   |       |        |       |      |
| radiostacja R-107        | 10     |             | 6      |     |       |        |       |      |
| samochód o-t             | 1      | 1           |        | 5   |       |        |       |      |
| samochód c-t             |        | 5           | 1      | 1   |       |        |       |      |
| samochód dostawczy       |        |             |        | 3   |       |        |       |      |